# Přirozený přírůstek

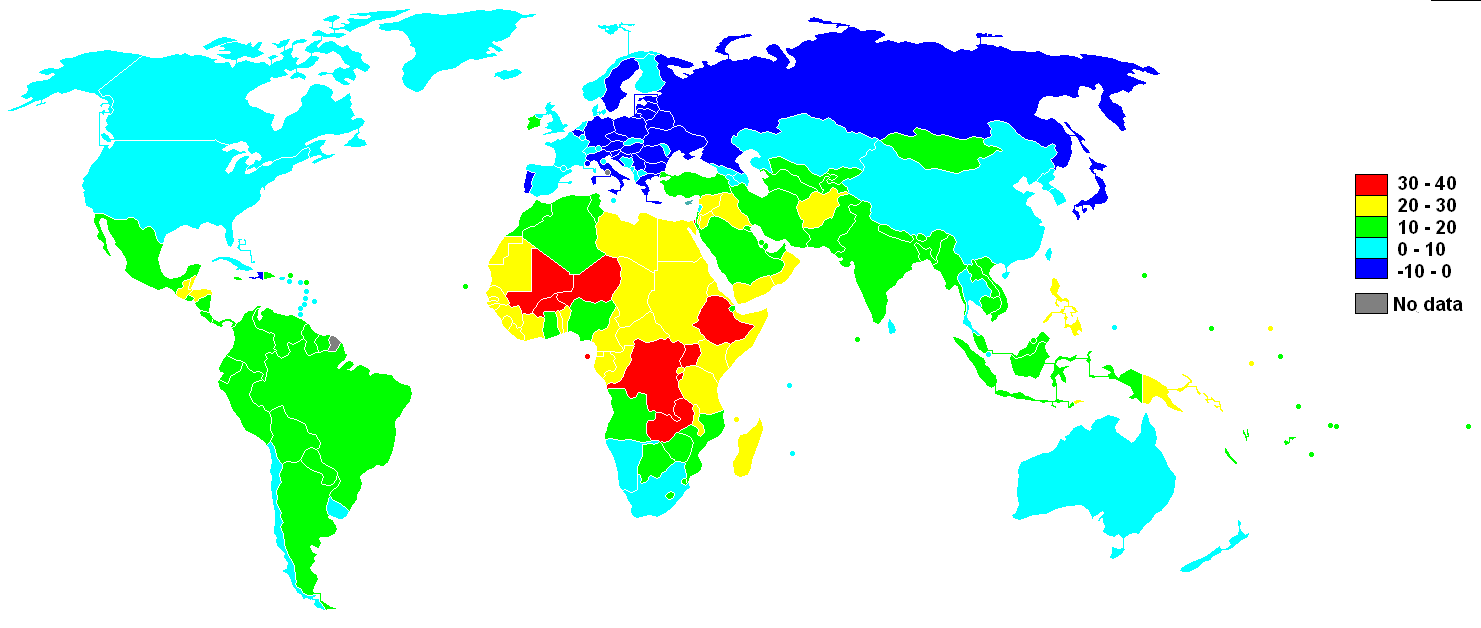
Mapové znázornění hrubé míry přirozeného přírůstku pro jednotlivé regiony světa v roce 2010.

Přirozený přírůstek je statistický údaj udávající rozdíl mezi počtem živě narozených a počtem zemřelých ve sledované populaci během určitého období. Je praktické uvádět hodnotu v relativních hodnotách. Měří se obvykle buď jako roční přirozený přírůstek, tedy rozdíl během jednoho zpravidla kalendářního roku, nebo v dlouhodobém měřítku obvykle deseti let. Jestliže v populaci převažují zemřelí, vychází hodnota přirozeného přírůstku záporně a označuje se jako přirozený úbytek.
Přirozený přírůstek (PP) se vypočítá jako rozdíl živě narozených (N) a zemřelých (M).
{\displaystyle PP=N-M}
Hrubá míra přirozeného přírůstku (hmpp), která je relativní hodnotou (promile, ‰), se dále počítá se středním stavem obyvatelstva (S).
{\displaystyle hmpp=({\frac {N}{S}}\cdot 1000)-({\frac {M}{S}}\cdot 1000)}